# 2667 Oikawa
2667 Oikawa (1967 UO) là một tiểu hành tinh nằm phía ngoài của vành đai chính được phát hiện ngày 30 tháng 10 năm 1967 bởi L. Kohoutek ở Bergedorf.